# Генерал-адмирал
Генераладмирал е военно звание във военноморската флота на следните държави: Дания, Нидерландия, Германия, Русия, Португалия, Испания и Швеция. Неговия исторически пройзход е титулуван висш военен или морски сановник (лице удостоено със сановически чин) от ранните годни на модерна Европа. Понякога се приемало например (номинално, само на думи) ранга Главнокомандващ на Холандската републиканска флота (обикновено от принц Орански).

## Третия райх
В немския Кригсмарине през Втората световна война званието Генераладмирал се е считало за старши ранг на Адмирал, но младши на Гросадмирал.
Генераладмирал е четвъртата звезда на званието адмирал, както и в традиционните немски системи за класиране, а в британските и американските флоти през Втората световна война се равнявало на Вицеадмирал.
Емблемата, която се закачала на ръкава за генерал-адмиралите е същата като тази на редовните адмирали и също дебелата рангова ивица е под трите тънки ивици (Kolbenringe на немски военен език). Те също както и редовните адмирали носели трета звезда на пагоните си. В немската армия и ВВС еквивалентния ранг на генерал-адмирал е генерал-полковник или още наричано генералоберст.
Подобна на по горната практика е била използвана и от генерал-полковниците в немската армия, която им позволява да носят четири звезди на пагоните си, когато се ангажират в задъжения подобаващи за фелдмаршалите.
Рангът Генерал-адмирал беше даден за бъдеще на Гросадмирала Ерих Редер на 20 април 1936 г.
Други носители на ранг са:
- Конрад Албрехт (1 април 1939)
- Алфред Залвехтер (1 януари 1940)
- Херман Бьом (1 април 1941)
- Карл Вицел (1 април 1941)
- Ото Шулце (31 август 1942)
- Вилхелм Маршал (1 февруари 1943)
- Ото Шнивинд (1 март 1944)
- Валтер Варцеха (1 март 1944)
- Оскар Кумец (16 септември 1944)
- Ханс-Георг фон Фридебург (1 май 1945)

Интересно е да се отбележи, че Карл Дьониц е бил повишен дирктно в Гросадмирал, без първо да е бил Генерал-адмирал.

## Руска империя
Генераладмирал (на руски: Генера́л-адмира́л) е най-високия ранг в руската флота както е било установено в таблицата на званията, а неин еквивалентен чин е Фелдмаршал. Това е почетен ранг за най-много време на съществуване. Той се присъжда на единствения човек в активна служба, обикновено за ръководене на военноморски отдел или типичен потомък на кралското семейство Романови.
Само девет са били носители на ранга от руската империя:
- Граф Франц Лефорт (1695)
- Граф Фьодор Головин (първи канцлер на Русия) (1700)
- Граф Фьодор Апраксин (1708)
- Граф Андрей Остерман (Хайнрих Йоан Фридрих Остерман) (1740; уволнен през 1741)
- Принц Михайл Голицине (1756)
- Велик княз (Император от 1796) Павел Петрович (1762)
- Граф Иван Чернишьов (Фелдмаршал и фелдмаршал на флотата, еквивалентен ранг е Генерал-адмирал) (1796)
- Велик княз Константин Николаевич (1831)
- Велик княз Алексей Александрович (1883)

Генерал-адмиралския ранг е отменен с падането на империята и повече не е бил възобновяван. През Втората световна война той е бил използван като отличие от 1935 до 1940 г. Адмирал от флотата на Съветския съюз може да се разглежда като по модерен еквивалент на Генерал-адмирал.

## Кралство Испания
Almirante General е военно звание в испанската флота, който е старши ранг на адмирал, но младши на Генерал-капитан.

## Кралство Португалия
Almirante-general е най-висогия ранг в португалската флота от 1892 до 1910 г. Такова звание има само краля на Португалия като конституционен главнокомандващ на флотата. Званието е морски еквивалент на ранг marechal-general също носител от краля главнокомандващ португалската армия.
|  | Тази страница частично или изцяло представлява превод на страницата General Admiral в Уикипедия на английски. Оригиналният текст, както и този превод, са защитени от Лиценза „Криейтив Комънс – Признание – Споделяне на споделеното“, а за съдържание, създадено преди юни 2009 година – от Лиценза за свободна документация на ГНУ. Прегледайте историята на редакциите на оригиналната страница, както и на преводната страница, за да видите списъка на съавторите. ВАЖНО: Този шаблон се отнася единствено до авторските права върху съдържанието на статията. Добавянето му не отменя изискването да се посочват конкретни източници на твърденията, които да бъдат благонадеждни. |